# Sopa de piedra
La fábula de la sopa de piedra trata sobre la cooperación frente a la escasez.

## Historia

### Algunas versiones
La primera versión publicada de la fábula es la de Madame de Noyer (1663-1719). Soupe au Caillou se publicó en 1720, un año después de su muerte, en una edición revisada y ampliada de cartas recopiladas que se habían publicado unos años antes. La fama de Madame de Noyer fue tan grande que en francés su versión de la historia es la versión más común hasta finales del siglo XIX. Hay libros que atribuyen la fábula a otros autores, pero rara vez hacen los cambios en su relato que se requieren para reclamar realmente la autoría.
La segunda versión de la historia fue escrita por Phillipe Barbe (1723-1792) en su obra Fables et contes philosophiques. Cita a Madame de Noyer como fuente, pero escribe una breve fábula en verso. «Soup au Caillou» no trata realmente de sopa, sino de carácter, o como él dijo  d’esprit (‘espíritu’). Aquí está la moraleja como la escribió hace unos 250 años.

### Relato de la fábula
La historia de Noyer se desarrolla en Normandía, en el norte de Francia. Dos jesuitas llegan a una casa de campo, pero solo los niños están en casa. Los jesuitas, que tienen hambre, convencen a los niños de que no están pidiendo comida, sino que son autosuficientes porque tienen una piedra que hace sopa. Les dicen a los niños que todo lo que realmente necesitan es fuego, una olla y un poco de agua, y que su piedra hará el resto. Esto incita la curiosidad de los niños, entonces colocan una olla con agua sobre el fuego y le echan la piedra. Luego, cuando el agua está caliente, van pidiendo distintos ingredientes hasta que, finalmente, termina quedando una sopa exquisita que disfrutan todos. La piedra inicial era solo un pretexto para que los aldeanos empezasen a compartir de un modo que ni siquiera habrían considerado sin el catalizador de la «sopa de piedra» que creían estar mejorando.
En otras versiones, algunos viajeros llegan a una aldea, llevando nada más que una olla vacía (en otra versión, la encontraron por ahí o la pidieron en la aldea a la que llegaron). Al llegar, los aldeanos no querían compartir reservas de comida con los hambrientos viajeros. Estos llenaron la olla con agua, tiraron una piedra grande y limpia dentro, y la pusieron al fuego en la plaza mayor de la aldea. Uno de los habitantes sintió curiosidad y acercándose les preguntó lo que estaban haciendo. Los viajeros le contestaron que estaban preparando una deliciosa «sopa de piedra», aunque les faltaban algunos acompañamientos para poder incrementar el sabor. El aldeano no tuvo inconveniente en prestarles algunos a cambio de un poco de sopa al final. Otro aldeano pasó por allí, preguntó al respecto, y los viajeros volvieron a mencionar su sopa de piedra, que aún no había alcanzado todo su potencial. El aldeano también les dio un poco de condimentos a cambio de un plato de sopa al final. Más y más aldeanos por curiosidad fueron acercándose, cooperando con más ingredientes. Finalmente todos disfrutaron de una deliciosa y nutritiva olla de sopa.

## La fábula en distintos lugares
De acuerdo con la tradición portuguesa, los hechos descritos en el cuento de la «sopa de piedra» tienen lugar en los alrededores de Almeirim, Portugal. A día de hoy, no hay restaurante en Almeirim que no sirva «sopa de piedra».

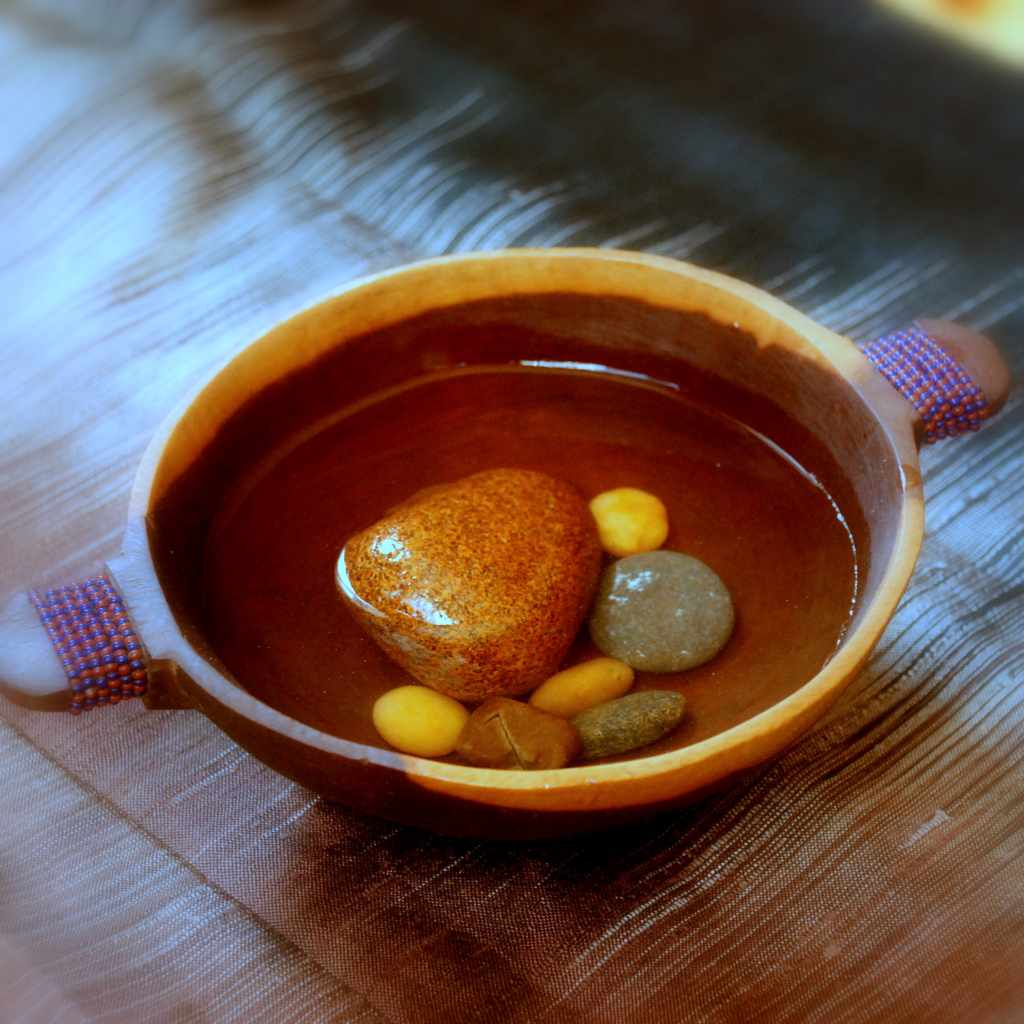
Sopa de piedra

La misma historia se conoce como sopa de clavos en los países escandinavos y del norte de Europa. En esas versiones, el protagonista principal es normalmente un vagabundo en busca de comida y alojamiento, que convence a una vieja de que preparará una excelente sopa de clavos para los dos si ella le presta algunos acompañamientos para aderezarla. En el este de Europa, la variante de la historia (que tiene más en común con la versión del norte de Europa) es llamada sopa de hacha (o papilla de hacha en Rusia —каша из топора, kasha iz topora—), ya que se usa un hacha como catalizador.

## Moraleja, interpretación y lecciones
1. Podemos trabajar conjuntamente, cooperar, y al final estar mejor todas las personas participantes.[5]
2. A menudo, el ingenio es más importante que los bienes materiales.[4]
3. Si quieres empujar a la gente a que haga algo, no les digas que les necesitas desesperadamente. No intentes apelar a su simpatía y amabilidad. En lugar de eso, crea la impresión de que les estás dando la oportunidad de ser parte de tu éxito.

## Adaptaciones y uso en otros medios
- La historia fue la base del libro infantil Stone Soup (‘Sopa de Piedra’), escrito por Marcia Brown en 1947,[6] que trata de soldados engañando a pueblos pobres brindándoles una fiesta.[7] El libro ganó una Medalla Caldecott en 1948.[8]
- Robert Kiyosaki, autor de la serie Padre Rico, Padre Pobre, menciona que Stone Soup es uno de sus libros fundamentales.[9]
- Otro libro infantil basado en la historia, también llamado Sopa de Piedra, fue escrito en 2003 por Jon J. Muth, ambientado en China.
- La serie The Storyteller (El cuentacuentos), de Jim Henson, contiene un cuento llamado A Story Short (Cuando me faltó un cuento, en la versión en español), en el cual el cuentacuentos (interpretado por John Hurt) es el personaje principal. El cuentacuentos habla de un tiempo difícil cuando se vio forzado a recorrer el territorio como mendigo. Habiendo llegado a la cocina de un castillo, toma una piedra y se burla del cocinero pidiéndole agua para hacer una sopa con la piedra y luego añadiendo al caldero otros ingredientes para mejorar su sabor. Sus esfuerzos le son recompensados con una audiencia con el Rey, quien le promete darle una corona de oro por cada historia que le cuente, una por cada día del año. Pero el último día el cuentacuentos se debilita y no puede pensar en más historias.
- Un episodio de La casa de la pradera usa la fábula de la sopa de piedra en su argumento.
- El software libre Fractint fue creado por el Stone Soup Group, que adoptó su nombre a raíz de esta fábula.[10] Distintos proyectos basados en Copyleft, incluyendo el Proyecto GNU y la Wikipedia, pueden considerarse como buenos ejemplos del principio imperante en la fábula.
- Stone Soupercomputer es un supercomputador construido mediante un clúster de estaciones de trabajo recicladas.[11]
- En el libro La Oración de la Rana 2 de Anthony de Mello se menciona esta fábula.